# إيرني موس
إيرني موس (بالإنجليزية: Ernie Moss)‏ هو لاعب كرة قدم ومدرب كرة قدم بريطاني، ولد في 19 أكتوبر 1949 في هولينغوود ‏ في المملكة المتحدة. لعب مع بورت فايل وستوكبورت كونتي ولينكولن سيتي أف سي ونادي بيتربورو يونايتد ونادي تشيسترفيلد ونادي دونكاستر روفرز ونادي روتشديل ونادي سكاربورو ونادي كيترينغ تاون ونادي مانسفيلد تاون.